# 475 (tal)
475 är det naturliga talet som följer 474 och som följs av 476.

## Inom vetenskapen
- 475 Ocllo, en asteroid.

## Inom matematiken
- 475 är ett udda tal.
- 475 är ett sammansatt tal.
- 475 är ett lyckotal.